# Eusebius
Eusebius thành Caesarea  (tiếng Hy Lạp cổ: Εὐσέβιος, Eusébios; tiếng Việt: Êusêbiô) (260/265 – 339/340 Công nguyên), còn gọi là Eusebius Pamphili, là một nhà sử học, nhà chú giải, và nhà hộ giáo Kitô giáo người Hy Lạp. Ông trở thành giám mục Caesarea Maritima khoảng năm 314. Cùng với Pamphilus, ông là một học giả quy điển Kinh Thánh và được coi là một Kitô hữu có học thức uyên thâm trong thời đại ông sống.

## Trong các tác phẩm

### Cổ đại
- Êusêbiô thành Caesarea.
  - Historia Ecclesiastica (Lịch sử giáo hội) bảy quyển đầu tiên ca. 300, quyển thứ tám và thứ chín ca. 313, quyển thứ mười ca. 315, epilogue ca. 325.[2][3][4]
  - Contra Hieroclem (Against Hierocles).
  - Onomasticon (On the Place-Names in Holy Scripture).[5][6][7]
  - De Martyribus Palestinae (On the Martyrs of Palestine).[8][9]
  - Praeparatio Evangelica (Preparation for the Gospel).
  - Demonstratio Evangelica (Demonstration of the Gospel).
  - Theophania (Theophany).
  - Laudes Constantini (In Praise of Constantine) 335.[10][11]
  - Vita Constantini (The Life of the Blessed Emperor Constantine) ca. 336–39.[10][12][13]
- Gregory Thaumaturgus. 
  - Oratio Panegyrica.[14]
- Giêrônimô
  - Chronicon (Chronicle) ca. 380.[15][16]
  - de Viris Illustribus (On Illustrious Men) 392.[17]
  - Liber de viris inlustribus (in Latin). Texte und Untersuchungen 14. Leipzig, 1896.[18]
  - Epistulae (Letters).[19]
- Origênê
  - De Principiis (On First Principles).

### Hiện đại
- Barnes, Timothy D. (1981). Constantine and Eusebius. Cambridge, MA: Harvard University Press. ISBN 0-674-16530-6.
- Eusebius (1999). Life of Constantine. Averil Cameron and Stuart G. Hall, trans. Oxford: Clarendon Press. ISBN 0-19-814924-7.
- Drake, H. A. (2002). Constantine and the bishops the policy of intolerance. Baltimore: Johns Hopkins Press. ISBN 978-0-8018-7104-7.
- Kofsky, Aryeh (2000). Eusebius of Caesarea against paganism. Leiden: Brill. ISBN 90-04-11642-7.
- Lawlor, Hugh Jackson (1912). Eusebiana: essays on the Ecclesiastical history of Eusebius, bishop of Caesarea. Oxford: Clarendon Press.
- Levine, Lee I. (1975). Caesarea under Roman rule. Leiden: Brill. ISBN 90-04-04013-7.
- Louth, Andrew (2004). "Eusebius and the Birth of Church History". Trong Young, Frances; Ayres, Lewis; Louth, Andrew (biên tập). The Cambridge history of early Christian literature. Cambridge: Cambridge Univ. Press. tr. 266–274. ISBN 0-521-46083-2.
- Momigliano, Arnaldo (1989). On pagans, Jews, and Christians. Middletown, CT: Wesleyan University Press. ISBN 0-8195-6218-1.
- Newman, John Henry (1890). The Arians of the Fourth Century (ấn bản thứ 7). London: Longmans, Green and Co.
- Sabrina Inowlocki & Claudio Zamagni (eds), Reconsidering Eusebius: Collected papers on literary, historical, and theological issues (Leiden, Brill, 2011) (Vigiliae Christianae, Supplements, 107).
- Wallace-Hadrill, D. S. (1960). Eusebius of Caesarea. London: A. R. Mowbray.